# Jar'Edo Wens事件

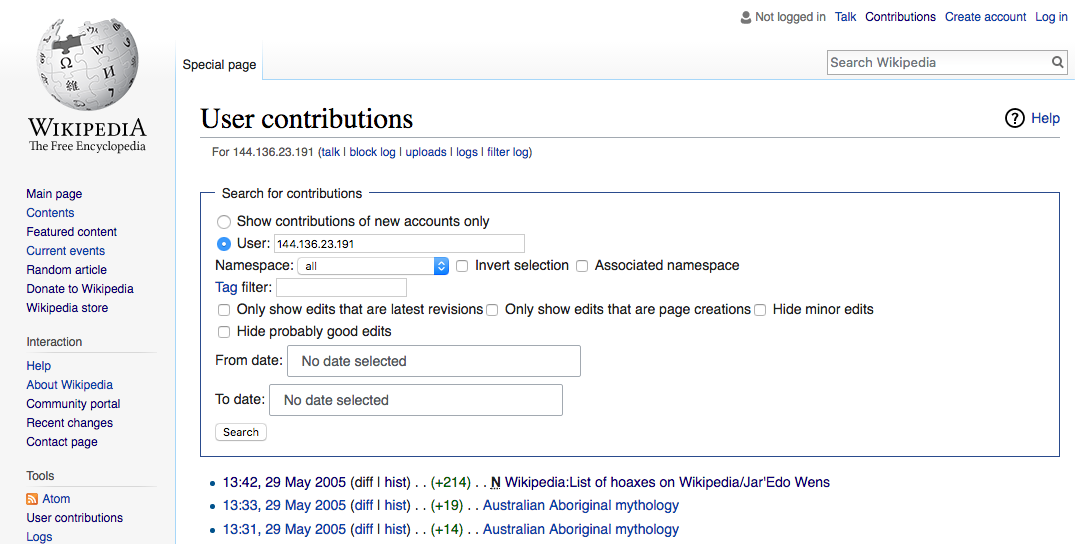
新增惡作劇條目的IP用戶的三次編輯

Jar'Edo Wens是一篇內容蓄意虛構的維基百科條目，於2005年5月29日建立，在發現之前已存在將近十年，直到2014年11月時被注意到，並於2015年3月被刪除。當時，該條目是維基百科歷史上被揭露時存在最久的惡作劇條目。

## 建立
「Jar'Edo Wens」條目建立於2005年5月29日，內容只有兩句話，且沒有引用任何來源。該惡作劇條目描述一尊澳洲原住民神祇，內容為「象徵世俗知識與身體的力量，由Altjira創造，以確保人類不會過於傲慢或自負，與勝利與智慧相關聯」。條目名稱很可能為英文姓名的變體，經過字母間距、標點符號與大小寫的改動而成。
該條目的建立者是一名使用澳洲IP位址的未註冊用戶， 該用戶於2005年5月的編輯活動僅持續了11分鐘。他的另一項編輯是將「Yohrmum」（可能是英文「Your mum」（Maternal insult）的變形）加入澳洲神祇列表中。該編輯很快就被發現並移除，但「Jar'Edo Wens」條目則直到近十年後才被識破並刪除。

## 擴散
在條目存在近十年的期間，「Jar'Edo Wens」這篇惡作劇條目被翻譯至其他語言版本的維基百科，包括法文、波蘭文、俄文與土耳其文。其中兩個語言版本甚至曾短暫出現「yohrmum」的條目。此外，在維基數據上也建立了相應的項目。
2012年，惡作劇條目「Jar'Edo Wens」的內容無意被複製在一本關於無神論的書的500位「歷史上已失傳的神祇與宗教列表」（英語：gods and religions in history that have fallen out of favour）內。`

## 發現
該惡作劇條目在維基百科上共存在了9年9個月又3天。
自2005年9月的席根塔勒传记事件後，維基百科限制新條目只能由註冊用戶建立；儘管此舉讓新增假資訊的條目變得更加困難，但舊有的惡作劇條目（尤其是低流量的條目）仍容易被忽略。
2009年，該條目被標記為「多項問題」，其中包括缺乏來源。
直到2014年11月，該條目才首次被標示為可能為惡作劇。2015年3月1日，有人提議刪除該條目，兩天後，該條目由管理員 確認刪除。2015年3月15日，維基百科批評網站Wikipediocracy公佈了這起惡作劇，引發各大新聞媒體廣泛報導。